# Безволосная
Безволосная (Тыбъю; устар. Безволочная, Тыбью) — река в России, протекает по территории Троицко-Печорского района Республики Коми. Левый приток реки Печора. Длина реки составляет 64 км, площадь водосбора — 582 км².
Исток реки находится в болоте Тыбнюр на высоте 174 м над уровнем моря. Впадает в Печору у посёлка Комсомольск-на-Печоре на высоте 169 м над уровнем моря.
Система водного объекта: Печора → Баренцево море.

## Данные водного реестра
По данным государственного водного реестра России относится к Двинско-Печорскому бассейновому округу, водохозяйственный участок реки — Печора от истока до водомерного поста у посёлка Шердино, речной подбассейн реки — Бассейны притоков Печоры до впадения Усы. Речной бассейн реки — Печора.
Код объекта в государственном водном реестре — 03050100112103000058204.